# Ампула
А́мпула (лат. ampulla, досл. «маленька амфора» — за римської доби так називали керамічні або ж скляні пляшки) спеціалізована посудина, призначена для тривалого зберігання будь-яких речовин, контакт яких з навколишньою атмосферою недопустимий за технічними умовами, або призначений для проведення будь-яких хімічних реакцій в контрольованій атмосфері.
У медичних цілях ампула застосовується для зберігання лікарських препаратів у стерильному стані, містить вузьке горло.

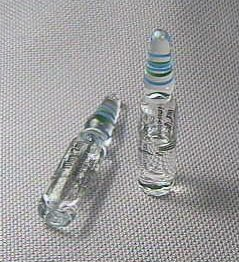
Медична ампула

У ракетобудуванні під ампулою розуміється скляне покриття елементів паливної системи (зокрема, баків) для їх захисту від хімічно агресивних компонентів палива. Технологія ампулізації була вперше застосована в СРСР під керівництвом член-кор. АН СРСР В. П. Макєєва.

## Конструкція
Ампули виготовляють різного конструктивного виконання, але спільним для форми ампул є їх циліндрична, довгаста форма, що має з одного кінця напівкругле дно або клапан у вигляді трубчастого відростка, а з іншого кінця заливна конічна частина (як правило відтягнута на конус і запаяна герметично). Залежно від речовини, що розміщується всередині ампули, в ній створюється контрольована газова атмосфера або вакуум.

## Матеріали
Матеріали для виготовлення ампул, як правило повинні бути стійкі до всіляких хімічних впливів, або до певних їх видів. Для виготовлення ампул застосовують: хімічно стійке скло, кварц, корунд, а також метали: нержавіючу сталь, мідь, латунь, шляхетні й тугоплавкі метали.

## Застосування
Ампули застосовують:
- Фармакопея: розфасовка лікарських препаратів.
- Лабораторна техніка: зберігання реактивів, проведення синтезів.
- Виробництво: відпал, сплавлення, хімічний синтез в хімічних, радіопромислових підприємствах.
- Джерела випромінювань: використання ампул як контейнерних матеріалів для розміщення радіоактивних ізотопів.
- Озброєння: зберігання біологічної зброї (штами бактерій, вірусів).